# Grindeni (okręg Marusza)
Grindeni (węg. Gerendkeresztúr) – wieś w Rumunii, w okręgu Marusza, w gminie Chețani. W 2011 roku liczyła 578 mieszkańców.